# Municipio de San Sebastián Huehuetenango
Municipio de San Sebastián Huehuetenango är en kommun i Guatemala.   Den ligger i departementet Departamento de Huehuetenango, i den västra delen av landet, 140 km nordväst om huvudstaden Guatemala City.
Följande samhällen finns i Municipio de San Sebastián Huehuetenango:
- San Sebastián Huehuetenango